# 悲愴感
悲愴感（ひそうかん）は、フジテレビのバラエティ番組『はねるのトびら』から生まれた、お笑いタレント3人による音楽ユニット。

## メンバー
- ■「悲（ひ）」 - 山本博（やまもと ひろし 1978年9月5日（46歳） - ）
イメージカラーは苔色（こけいろ）、立ち位置は左。
ロバートのツッコミ担当（たまにボケ）。群馬県邑楽郡邑楽町出身。A型。よしもとクリエイティブ・エージェンシー所属。
「悲愴感」では主にセリフを担当する。自身が歌わないのは、本人いわく「俺は歌が下手だから」[1]メンバー中、本家ヘキサゴンでは、2009年度、2010年度の26時間テレビの企画「番組対抗ヘキサゴン」と「ヘキサはねるホンマ123」のヘキサゴンの計3回しか出演していない。
- ■「愴（そう）」 - 田中卓志（たなか たくし 1976年2月8日（49歳） - ）
イメージカラーは潤朱（うるみしゅ）、立ち位置は中央。
アンガールズのツッコミ担当（たまにボケ）。広島県府中市（旧・甲奴郡上下町）出身。B型。ワタナベエンターテインメント所属。
悲愴感のリーダーであり、「悲愴感」ではメインボーカルを務める。メンバー中、唯一はねトびメンバーではない。
本家『ヘキサゴン』ではAIR BAND（2009年12月31日に解散）・エアヴィジュアルバンドにも所属していた。
- ■「感（かん）」 - 鈴木拓（すずき たく 1975年12月7日（49歳） - ）
イメージカラーは藍鼠（あいねず）、立ち位置は右。
ドランクドラゴンのツッコミ担当（たまにボケ）。神奈川県綾瀬市出身。O型[2]。プロダクション人力舎所属。
主にBメロ担当。3人の中でも歌がうまく「悲愴感」のソロパートでは、はねトびメンバーなどから「ピュアな声」と評された。本家ヘキサゴンでは予選ペーパーテストの最低平均点数の持ち主として知られている。

## 概要
はねるのトびらで出番が少なく肩身の狭い山本・鈴木と、両者とプライベートで仲が良いアンガールズ田中の、「CDデビューしたい」という想いが一致したのが結成理由。3人はプライベートでは「山本会」と自称しており、この時は山本がリーダーを押し付けられている。
「はねるのトびら」の音楽ユニットでは、はねトびメンバー以外が入った初のケース。
『悲愴感』の命名はドランクドラゴンの塚地であり、羞恥心のあからさまなパロディでもあるものの、楽曲初披露（2008年7月16日）から共感を呼びCD発売を希望する声が数多く出ていた。
当初は、ユニットメンバーの山本・鈴木、板倉以外のはねトびメンバーから毎回非難されていたが、YouTubeでの動画視聴回数が23万回を突破し、彼らの低姿勢かつ強引な営業活動が功を奏したのか、番組公認ユニットにすることに成功した。
2008年7月30日放送分『はねるのトびら』で正式にCDデビューを発表した。
2008年8月27日に「悲愴感」が発売されると、9月8日付けのオリコンチャートで5位を獲得し発売から1ヶ月弱で12万枚を売り上げ、各メディアからは引っ張りだこの人気となってしまった。この人気は想定外であり、あまりの反響の大きさに3人とも驚いていた。
2008年9月3日放送分の『はねるのトびら』で解散を宣言し、9月20日に解散ライブをもって解散した。
3人のマスコットキャラも存在しているが、誰一人としてそのマスコットキャラは笑っていない。ちなみにマスコットキャラは、蛭子能収風イラスト。
田中は「あの羞恥心のつるのさんも歌ってくれたんですよ!」とインタビューで語っており、田中自身は「本家のバックアップを得た!」としている。また、田中いわくつるの剛士は「悲愴感」の1番をすべて歌えるほどの悲愴感ファンらしい。つるの自身も『いつかコラボしたい』と語っていた。
ピンクハレルヤ企画や笑金オールスターズなどで歌唱力の乏しさが知られている山本にはソロパートがなく、コーラスでも判別が難しいほど。ただし随所にセリフが用意されている。
悲愴感の思わぬ人気に、はねトびメンバーがネタ元の羞恥心に「影響は?」と聞いた所「囲み取材で悲愴感の事を聞かれる」と困惑した事を語るが、その後は野久保直樹が「甥が悲愴感に会いたがっている」、つるの剛士は「ネットで悲愴感の曲を買った」、上地雄輔は「（つるのから）それを借りるつもり」と肯定的な評価をしており、最終的にはコラボしたかったと話す。

## 経歴
2008年
- 5月14日 - 『はねるのトびら』の1コーナー「ぬるま湯温泉」に田中が乱入し、山本と鈴木のケンカが絶えないことを告白。山本と鈴木はその場でもめた。この時に塚地に「羞恥心ならぬ悲愴感」と言われ、本家『羞恥心』のジャケットを3人の顔に差し替えたCGが表示された。
- 6月11日 - 『はねるのトびら』「ぬるま湯温泉」の派生企画「熱々温泉」で山本・鈴木のケンカの続きが行われ、田中も乱入。3人でもめていたが、さらに山本・鈴木・田中の母親が仲裁に入るも母親同士のケンカが始まってしまい、より事が大きくなった。しかし、最後に仲直りのためにと『手のひらを太陽に』の替え歌を全員で歌った。
- 7月16日 - 『はねるのトびら』で、はねトびメンバーがお台場冒険王ファイナルの企画を決めているときに再び山本と鈴木がもめ出し、田中が仲裁に入った。その時田中はわざとらしく「前回はどうやって仲直りしたんだっけ?」といって「歌だ!」ということになり突然「悲愴感」結成を宣言、デビュー曲「悲愴感」を披露した[6]。
- 7月23日 - 「悲愴感」の2番を披露。
- 7月30日 - 「悲愴感」の1番を披露した後、悲愴感が正式にCDデビューする事を公開した。同時に着うたもフジテレビミュージック（フジテレビの音楽配信サイト）で配信開始。
- 7月31日、 - BARKS[7]試聴ランキングで、本家の羞恥心「羞恥心」、羞恥心参加ユニットのアラジン「陽は、また昇る」を抜いて、1位になった[8]。
- 8月13日 - 『はねるのトびら』において、「悲愴感」の1番と2番の新パートを披露。レコード会社直営♪（携帯電話用音楽配信サイト）週間1位。
- 8月22日 - お台場冒険王ファイナルの冒険王スタジアムでデビューライブ決行。「悲愴感」フルバージョンを披露。
- 8月27日 - 「悲愴感」でCDデビュー。池袋サンシャインシティ噴水広場（羞恥心と同じ会場）でデビューライブ開催。
- 8月30日 - お台場冒険王ファイナルの「はねるのトびランド」でデビューライブ決行。
- 9月3日 - 同日放送の『はねるのトびら』において、9月24日放送の『はねるのトびら2時間スペシャル』を以っての解散を示唆し、活動がはじまってから約2ヶ月、発売されたシングルが「悲愴感」1作品のみでの解散となった。
- 9月9日 - 同月20日の解散ライブでの活動終了が、田中のブログで公表された。
- 9月10日 - 同日放送の『はねるのトびら』において、演歌歌手の松原のぶえ、島倉千代子、小林幸子とコラボレーションし、「悲愴感」の2番を披露した。
- 9月20日 - 同日に解散ライブ開催。本家『羞恥心』がサプライズで登場し、『羞恥心』とのコラボバージョンを披露した。
- 9月24日 - 当日の「はねるのトびら」において解散。9月20日の解散ライブが放送された[注釈 2]。
- 9月29日 -「HEY!HEY!HEY!見よ!湾岸から生放送スペシャル」で一夜限りの復活を果たした[注釈 3]。

## ディスコグラフィ

### シングル
1. 悲愴感：2008年8月27日
  - 作詞:JINZO、作曲:SHIKAMON
  - 2008年9月8日付オリコン週間シングルチャート 初登場第5位
  - 着うたランキング 第1位
  - 着ムービーランキング 第1位
  - レコ直トータルランキング 第1位
  - ビデオクリップランキング 第1位
  - BARKS試聴ランキング 第1位（2008年7月31日）
  - フジメロ着うた8月月間ランキング 第1位
  - トータルダウンロード数 22万回突破
  - CD売り上げ枚数12万枚突破
  - YouTube動画試聴回数23万回突破（2008年8月13日放送分『はねるのトびら』より）